# Investigaciones de casos de corrupción en el gobierno de Dina Boluarte

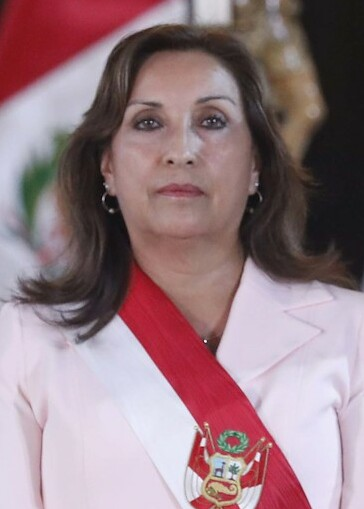
Dina Boluarte en enero de 2023

Las investigaciones de casos de corrupción en el gobierno de Dina Boluarte hacen referencia a una serie de expedientes elaborados por el Ministerio Público del Perú en relación con los acontecimientos ocurridos entre 2022 y 2025, con documentación originada, en parte, por la prensa.
A diferencia de Pedro Castillo, Dina Boluarte ha utilizado diversas estrategias para evitar ser investigada por el Ministerio Público. Boluarte ha negado las imputaciones y ha atribuido dichas denuncias a un caso de guerra jurídica (lawfare) en su contra. El abogado de Pedro Castillo reconoció que su cliente había intentado que el Tribunal Constitucional interpretara un artículo de la Constitución de 1993 para impedir la investigación de presidentes en funciones, algo que se materializó cuando Boluarte estaba en el poder en 2025.

## Antecedentes

### Caso Dinámicos del Centro
Duranta la campaña presidencial del 2021, en donde Dina Boluarte era candidata vicepresidencial, se denunció su pertenencia a la red de los denominados "Los Dinámicos del Centro", una presunta organización criminal liderada por Vladimir Cerrón, ex gobernador regional de Junín, que tenía como función, según la tesis fiscal, la obtención de fondos a través de la entrega de licencias de conducir previa coima y el direccionamiento de contratos CAS que luego eran triangulados bajo la figura de "aportes voluntarios"  de militantes para el financiamiento del partido Perú Libre, el pago de la reparación civil de Cerrón y cancelar los gastos de campaña de los entonces candidatos Waldemar Cerrón, Guido Bellido y Pedro Castillo, siendo Boluarte quien ejercía la función de contabilidad. Según una publicación del diario El Comercio, Boluarte transfirió, a través de una cuenta mancomunada que gestionó con Braulio Grajeda, la suma de 15 709 soles a Cerrón en diciembre de 2020. Ante los cuestionamientos, Boluarte negó su vinculación con los "Dinámicos del Centro" declarando que la prensa había "informado mal" ya que dicho dinero fue recaudado con aporte voluntarios desde noviembre del 2020 para apoyar en el pago de la reparación civil de Cerrón mencionando que "se aperturó en noviembre del 2020 la cuenta, se recaudó los fondos y en enero se transfieren los 15 mil soles de manera idónea y se cierra el 6 de enero del 2021" y que en aquella época no era candidata vicepresidencial a pesar de la Resolución N° 00129-2020-JEE-LIC1/JNE del Jurado Electoral Especial Lima Centro 1, fechado el 31 de diciembre del 2020, en donde se admitía la fórmula presidencial que estaba liderada por Pedro Castillo.

### Caso Qali Warma
Posteriormente, Boluarte fue involucrada en el denominado Caso Qali Warma por presuntas acciones mientras desempeñaba el cargo de ministra de desarrollo e inclusión social durante el gobierno de Pedro Castillo. Según la fiscalía, mientras desempeñaba dicha cartera ministerial Boluarte concertó con Víctor Hugo Torres Merino, amigo de su hermano Nicanor Boluarte, para que sea contratado como proveedor de servicios para el programa Qali Warma. Debido a esto, en mayo de 2025, la fiscalía presentó una denuncia constitucional en su contra por el presunto delito de colusión agravada en agravio del Estado.  Además, la fiscalía le realizó investigaciones por el presunto delito de negociación incompatible por el presunto favorecimiento a la empresa Frigoinca, de Nilo Burga, con un contrato de 4,7 millones de soles para la provisión de conservas que finalmente resultaron ser de carne de caballo en vez de carne de vaca y a la Corporación Belcen, de Cluteldo Beltrán Salinas, hermano de un aportante a la campaña vicepresidencial de Boluarte, según denunciaran el empresario Henry Shimabukuro y la profesora Maritza Sánchez.

## Casos investigados

### Caso Rolex
El caso Rolex, también conocido como Rolexgate, es una investigación fiscal en curso que involucra a Dina Boluarte, presidenta del Perú, por presunta corrupción y enriquecimiento ilícito. Esta investigación surgió a raíz de un informe periodístico que señalaba el presunto uso por parte de Boluarte de relojes y accesorios de lujo, los cuales podrían haber ocasionado un desequilibrio patrimonial y no fueron registrados en su declaración de bienes.

### Caso Los Waykis en la sombra
El caso Los Waykis en la Sombra es una investigación penal abierta en el Perú desde 2024 por la Fiscalía Supraprovincial Especializada en Delitos de Corrupción de Funcionarios (EFICCOP), que involucra presuntos actos de corrupción y organización criminal vinculados a la designación irregular de autoridades políticas en el país. El caso tiene como principal implicado a Nicanor Boluarte Zegarra, hermano de la presidenta de la República, Dina Boluarte, acusado de liderar una red criminal orientada a controlar el nombramiento de prefectos y subprefectos en distintas regiones del país con fines políticos y económicos.
La investigación sostiene que la red operaba dentro del Ministerio del Interior y tenía como objetivo asegurar la designación de personas afines al entorno de Nicanor Boluarte en cargos estratégicos a nivel nacional. Estos nombramientos estarían orientados a favorecer al partido político Ciudadanos por el Perú, vinculado al círculo cercano de la presidenta. Los implicados habrían solicitado sobornos a cambio de estas designaciones, con montos que oscilarían entre los S/2,000 y S/8,000.
El caso salió a la luz pública en 2024 tras la difusión de audios proporcionados por Teodoro Berrú, exasesor espiritual de Dina Boluarte, donde se evidencia la existencia de pagos indebidos por puestos públicos. La investigación identificó presuntos nombramientos irregulares en departamentos como San Martín, Cajamarca, Junín, Ica, Cusco, Apurímac y Lima.
En mayo de 2024, se dictó detención preliminar contra varios implicados, incluido Nicanor Boluarte; sin embargo, esta medida fue revocada por el Poder Judicial por supuestos defectos de forma en la resolución. En noviembre del mismo año, la Fiscalía formalizó la investigación preparatoria y solicitó 36 meses de prisión preventiva para Nicanor Boluarte y otros acusados.
En enero de 2025, el Ministerio Público halló nuevos documentos en la Subprefectura de Tarapoto que reforzarían la hipótesis fiscal sobre designaciones irregulares coordinadas desde Lima.
Nicanor Boluarte se volvió en prófugo de la justicia tras una orden de prisión preventiva. El Poder Judicial ha rechazado recursos presentados por su defensa para archivar el caso, ratificando la calificación jurídica de organización criminal bajo los términos de la Ley N.º 32138.

### Caso Cirugía
Entre el 29 de junio y el 9 de julio de 2023, la presidenta Boluarte se sometió a procedimientos quirúrgicos (incluyendo rinoplastia con septoplastia, blefaroplastia inferior, injerto graso y colocación de hilos faciales) en una clínica privada, sin informar oficialmente al Consejo de Ministros ni al Congreso de la República sobre su impedimento funcional o ausencia del cargo.
En diciembre de 2024, la Fiscalía de la Nación abrió una investigación preliminar por los presuntos delitos de omisión de actos funcionales y, de forma alternativa, abandono de cargo, motivada por la falta de comunicación formal de su incapacidad temporal para ejercer funciones ejecutivas. En mayo de 2025, la Fiscalía elevó una denuncia constitucional ante el Congreso por esos mismos presuntos delitos, sustentada en la falta de comunicación de su estado físico durante su período de retiro médico.
Boluarte afirmó que la intervención fue “necesaria e imprescindible para mi salud” y que no implicó incapacidad que le impidiera ejercer sus funciones, comparándola con “una curación de muela”. En contraste, el cirujano Mario Cabani Ravello contradijo esta versión, asegurando que los procedimientos fueron cinco en total, de los cuales cuatro fueron de carácter estético, y que Boluarte incluso retiró su historia clínica sin pagar inicialmente las obras.
Un peritaje encargado por la clínica de Cabani concluyó que algunas firmas atribuidas a Boluarte, como el Decreto Supremo del 29 de junio de 2023, no corresponderían a su puño gráfico. Por su parte, el Informe Pericial Oficial del Ministerio Público dictaminó que las rúbricas en 295 documentos analizados, incluyendo el decreto de esa fecha, sí serían auténticas y pertenecientes a la presidenta, según su abogado defensor Juan Carlos Portugal. Sin embargo, el análisis oficial fue cuestionado por omisiones (por ejemplo no examinó todas las rúbricas cruciales del 29 de junio y 5 de julio), lo que debilita su contundencia en una eventual acusación constitucional.